# 夜のヒット情報
夜のヒット情報（よるのひっとじょうほう）は、RKB毎日放送（RKBラジオ）で放送されていた深夜の音楽番組である。

## 番組概要
- RKBラジオで35年以上の歴史を誇る老舗音楽番組「歌謡曲ヒット情報」の深夜版として放送されている。
- 主に最新J-POPを中心に、ゲストを迎えてのトークや各種企画などで送る。

## 放送時間
- 土曜日 27:00～28:00(JST)

年に数回、送信施設の大規模なメンテナンスがある週は放送休止になる。

### 過去の放送時間
- 土曜日：25:30～27:00(JST)（～2007年3月）
- 土曜日：26:00～27:00(JST)（2007年4月～）

## パーソナリティ
- 加藤淳也
- あかおかずのり

## コーナー

### 現在放送中のコーナー
- ハガキ職人養成講座･･･パーソナリティがお題を出し、次の週にリスナーが投稿したそのお題に関したネタを発表するコーナー。優秀者には「夜のヒット情報」の特製往復はがきがプレゼントされる。
- 週刊ヒットヒット･･･今週の曲を10位から1位までカウントダウンをするコーナー。
- 今週のワースト1!･･･パーソナリティがある曲の歌手をピックアップし、その歌手の足りないところを語るコーナー。
- 夜のヒットスタジオ･･･アーティストを迎えてのトーク、生演奏のコーナー。ただしフジテレビで放送していた同名番組「夜のヒットスタジオ」とはまったくの無関係である。

### 過去に放送したコーナー
- 真夜中のOL情報
- 福山雅治プレゼント
- 他人のふんどし